# Günther Sallaberger
Günther Sallaberger (* 11. Jänner 1940 in Peuerbach) ist ein österreichischer Politiker (SPÖ) in Ruhe. Sallaberger war Amtsführender Stadtrat und Erster Landtagspräsident in Wien. Sallaberger war Wiener Landesjägermeister.

## Leben
Sallaberger besuchte nach der Pflichtschule die Berufsschule und erlernte den Beruf des Messer- und Feinzeugschmieds. Er arbeitete als Taglöhner, Hilfsarbeiter sowie Messer- und Feinzeugschmied und war als Former und Gießer beschäftigt. Später war er Angestellter und wurde Sekretär der Sozialistischen Jugend. Zwischen 1968 und 1971 arbeitete Sallaberger als Erster Sekretär des Österreichischen Bundesjugendringes, war ab 1971 als Zentralsekretär des Freien Wirtschaftsverbandes tätig und stieg 1981 zum Landesparteisekretär der SPÖ Wien auf. 1988 wurde Sallaberger Zentralsekretär der SPÖ. Wegen einer Steueraffäre trat Sallaberger von seinen politischen Funktionen zurück und war einige Jahre lang als Manager in der Bauwirtschaft tätig. 1998 wurde er gemeinsam mit Martin Schwarz mit der Erstellung eines Masterplans für die Neugestaltung des Wiener Praterareals beauftragt. Zwischen 2000 und Juni 2001 war er Geschäftsführer der Wiener Messe & Congress-G.m.b.H. Daneben war Sallaberger als Konsulent für den Versicherungsriesen Uniqa tätig.
Seine Karriere als politischer Mandatar startete Sallaberger als Abgeordneter zum Wiener Landtag und Gemeinderat. Er kandidierte bei der Landtags- und Gemeinderatswahl 1973 im Wahlkreis Wien-Landstraße und wurde am 21. Oktober 1973 angelobt. Zwischen dem 28. September 1984 und dem 9. Dezember 1987 hatte Sallaberger das Amt des Ersten Landtagspräsidenten inne. Am 9. Dezember wurde Sallaberger zum Amtsführenden Stadtrat für Stadtentwicklung, Stadtplanung und Personal gewählt, legte jedoch sein Amt bereits am 22. Juni 1988 wieder zurück. Danach gehörte er vom 26. September 1988 und dem 28. Februar 1989 dem Nationalrat an.

## Auszeichnungen
- Großes Goldenes Ehrenzeichen mit dem Stern für Verdienste um die Republik Österreich[2] (2010)